# Ivan Peko
Ivan Peko (* 5. Januar 1990 in Mostar, SFR Jugoslawien, heute Bosnien und Herzegowina) ist ein kroatischer Fußballspieler.

## Karriere

### Verein
Peko begann seine Karriere beim HŠK Zrinjski Mostar. Zur Saison 2007/08 wechselte er nach Kroatien in die Jugend von Dinamo Zagreb. Im Oktober 2007 absolvierte sein erstes Spiel für die Profis von Dinamo in der 1. HNL, als er am 14. Spieltag jener Saison gegen Inter Zaprešić in der 71. Minute für Mario Mandžukić eingewechselt wurde.
Zur Saison 2008/09 wechselte er zum Zweitligisten Lokomotiva Zagreb. Mit Lokomotiva stieg er zu Saisonende in die höchste kroatische Spielklasse auf. Sein erstes Tor in der 1. HNL erzielte er im Dezember 2009 bei einem 2:1-Sieg gegen den NK Istra 1961. In der Winterpause der Saison 2009/10 wurde er wieder von Dinamo Zagreb unter Vertrag genommen, wurde jedoch direkt wieder an Lokomotiva verliehen.
Nach zweieinhalb Jahren Leihe kehrte Peko zur Saison 2012/13 zu Dinamo zurück. Nach einem halben Jahr bei Dinamo, in dem er sieben Spiele in der 1. HNL absolvierte, wechselte er wieder zu Lokomotiva. In der Winterpause der Saison 2013/14 wechselte er nach Bosnien zum NK Široki Brijeg. Im März 2014 absolvierte er gegen den FK Radnik Bijeljina sein erstes Spiel in der Premijer Liga. Sein erstes Tor in der höchsten bosnischen Spielklasse erzielte er im April 2014 bei einem 3:0-Sieg gegen den FK Borac Banja Luka.
Zur Saison 2015/16 kehrte er zu seinem Jugendklub HŠK Zrinjski Mostar zurück. Mit Mostar wurde er 2015/16 und 2016/17 bosnischer Meister. Nach der Saison 2016/17 verließ er den Verein. Nach mehreren Monaten ohne Klub wechselte Peko im September 2017 zum NK Vitez. Nach wenigen Monaten bei Vitez kehrte er in der Winterpause der Saison 2017/18 zu NK Široki Brijeg zurück. Nach zehn Spielen für NK Široki Brijeg verließ er den Verein nach Saisonende wieder.
Nach einem halben Jahr ohne Verein wechselte Peko im Februar 2019 zum österreichischen Zweitligisten SV Horn. Nach der Saison 2018/19 verließ er Horn. Nach einer Saison ohne Verein kehrte er zur Saison 2020/21 nach Kroatien zurück und wechselte zum unterklassigen NK Neretva Metković. Doch schon in der folgenden Winterpause schloss er sich dem bosnischen Zweitligisten NK GOŠK Gabela an. Hier spielte er bis zum Ende der Saison 2021/22. Seither ist er vereinslos (Stand: Februar 2025).

### Nationalmannschaft
Peko absolvierte am 12. August 2008 ein Testspiel für die kroatische U-19-Auswahl gegen Slowenien und kam bei 3:1-Sieg in Bistra über 50 Minuten zum Einsatz.

## Erfolge
Dinamo Zagreb
- Kroatischer Meister: 2007/08, 2012/13

HŠK Zrinjski Mostar
- Bosnischer Meister: 2015/16, 2016/17